# Tunnel of Love (pjesma Brucea Springsteena)
"Tunnel of Love" je naslovna pjesma Brucea Springsteena s njegova albuma Tunnel of Love iz 1987. Objavljena je kao drugi singl s albuma dostigavši 9. mjesto na Billboardovoj ljestvici Hot 100 u SAD-u. Kao i prvi singl s albuma, "Brilliant Disguise", "Tunnel of Love" je zauzela 1. poziciju na Billboardovoj ljestvici pjesama s rock albuma, čime je Springsteenu to pošlo za rukom dvaput za redom. Singl nije imao toliko komercijalnog uspjeha u drugim zemljama.

## Povijest
Kao i istoimeni album, "Tunnel of Love" snimljena je u Springsteenovu kućnom studiju zvanom Thrill Hill East, između siječnja i svibnja 1987. s nekoliko članova E Street Banda. Springsteen je na ovoj pjesmi svirao nekoliko instrumenata, a pratili su ga Roy Bittan na sintesajzeru, Nils Lofgren na solo gitari i Max Weinberg na bubnjevima. Springsteenova buduća supruga, Patti Scialfa pjevala je prateće vokale. Efekti u pjesmi uključuju zvukove stvarnog obiteljskog izleta u zabavnom parku u Point Pleasantu u New Jerseyju.
Pjesma koristi zabavnu vožnju kao metaforu za brak. Odnos opisan u pjesmi ima tri pokretača - pjevača, njegovu ženu i sve stvari kojih se boje. Pjevač misli kako bi brak trebao biti jednostavan ("man meets woman and they fall in love"), ali shvaća kako bi vožnja mogla biti užasna. Likovi u pjesmi smiju se jedno drugom kad se ugledaju u zrcalima zabavnog parka, ali ostaje nejasno smiju li se zato što im je smiješno ili zato što se rugaju jedno drugom. Pjesma naglašava kako je za dvoje ljudi lako da se izgube na "zabavnoj vožnji" braka.
Glazba pjesme odražava stihove. Kompleksna je, a izvodi je pola članova E Street Banda. Pulsirajući zvuk gitare Nilsa Lofgrena odnosi se na stanje posvađanog para, a perkusije i sintesajzer dodaju efekte karnevalske atmosfere.
Pjesma je kasnije objavljena na kompilacijskom albumu The Essential Bruce Springsteen.
Originalna B-strana singla, "Two for the Road", kratka je pjesma koju je izveo sam Springsteen na akustičnoj i električnoj gitari. To je ljubavna pjesma u kojoj se pjevač udvara djevojci koju je susreo nakon predstave.

## Videospot
Kao i nekoliko drugih spotova s albuma Tunnel of Love, uključujući "Brilliant Disguise", "One Step Up" i "Tougher Than the Rest", spot za "Tunnel of Love" režirao je Meiert Avis. Priča spota prikazuje zabavnu vožnju opisanu u pjesmi. Kasnije je objavljen na VHS-u i DVD-u Video Anthology / 1978-88.

## Povijest koncertnih izvedbi
Usprkos osobnoj prirodi pjesme, ona je često izvođena na koncertima. Između Tunnel of Love Express Toura koji je promovirao album do srpnja 2005. izvedena je 71 put. Ponovno se pojavila na Magic Touru 2007. i 2008. kad su se tijekom izvođenja isticali Nils Lofgren na gitari i Patti Scialfa na vokalima.

## Vanjske poveznice
- Stihovi "Tunnel of Love"  Arhivirana inačica izvorne stranice od 11. lipnja 2010. (Wayback Machine) na službenoj stranici Brucea Springsteena